# Oliver Sacks

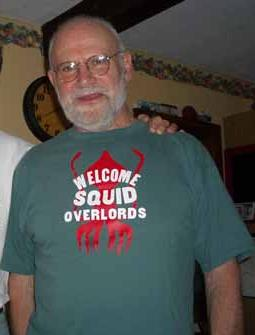
Oliver Sacks

Oliver Wolf Sacks (9. července 1933, Londýn – 30. srpna 2015, New York City) byl britský neurolog, žijící v New Yorku.

## Život
Lékařské vzdělání získal na Queen's College Oxfordské univerzity, residenturu dokončil a následně i krátce pracoval v Mt. Zion Hospital v San Franciscu.
Od roku 1965 žil v New Yorku a věnoval se neurologické praxi.
V roce 2008 byl oceněn Řádem britského impéria třídy Commander (CBE). Je po něm pojmenována planetka 84928 Oliversacks, objevená roku 2003.

## Dílo
Je znám také svými knihami, v nichž čtenáře seznamuje s nejzajímavějšími klinickými případy své praxe, ale zároveň se hluboce zamýšlí nad otázkami vztahu mozku a duše, vztahu nemoci a duše apod.
Byly přeloženy do mnoha jazyků a kniha Awakenings (1973, česky Probouzení) se stala předlohou pro stejnojmenný film (USA 1990, česky pod názvem Čas probuzení), nominovaný na Oscara.
Česky vyšlo
- Muž, který si pletl manželku s kloboukem a jiné klinické povídky. [The Man Who Mistook His Wife for a Hat.] Přeložila Alena Čechová. Praha: Mladá fronta, 1993. ISBN 80-204-0366-3.
  - Muž, který si pletl manželku s kloboukem: neuvěřitelné příběhy a podivné případy lidí s neurologickou nebo psychickou odchylkou. 2. vyd. Praha: Dybbuk, 2008. ISBN 978-80-86862-59-0. – 3. vyd. Praha: Dybbuk, 2015. ISBN 978-80-7438-130-0. – 4. vyd. Praha: Portál, 2024. ISBN 978-80-262-2140-1
- Antropoložka na Marsu: sedm paradoxních příběhů. [An Anthropologist on Mars.] Přeložila Alena Čechová. Praha: Mladá fronta, 1997. ISBN 80-204-0635-2.
  - Antropoložka na Marsu: podivuhodné a výjimečné životy geniálních a psychicky odlišných osobností. 2. vyd. Praha: Dybbuk, 2009. ISBN 978-80-86862-81-1. – 3. vyd. Praha: Dybbuk, 2015. ISBN 978-80-7438-131-7. – 4. vyd. Praha: Portál, 2025. ISBN 978-80-262-2272-9.
- Na čem si stojím. [A Leg to Stand On.] Přeložil Dušan Zbavitel. Praha: Makropulos, 1997. ISBN 80-86003-11-6.
  - Na čem si stojím: prožitky odcizení části vlastního těla a cesta zpět k původní celistvosti. 2. vyd. Praha: Dybbuk, 2009. ISBN 978-80-86862-82-8.
- Musicophilia: příběhy o vlivu hudby na lidský mozek. [Musicophilia: Tales of Music and the Brain.] Přeložila Dana Balatková. Praha: Dybbuk, 2009. ISBN 978-1-4000-4081-0.[1][2] – 2. vyd. Praha: Dybbuk, 2015. ISBN 978-80-7438-132-4.
- Probouzení: příběh o nečekaném probuzení ze spavé nemoci. [Awakenings.] Přeložila Dana Balatková. Praha: Dybbuk, 2010. ISBN 978-80-7438-031-0.
- Zrak mysli. [The Mind's Eye.] Přeložil Václav Petr. Praha: Dybbuk, 2011. ISBN 978-80-7438-050-1.
- Migréna. [Migraine.] Přeložila Dana Balatková. Praha: Dybbuk, 2012. ISBN 978-80-7438-051-8.[3]
- Halucinace. [Hallucinations.] Přeložila Dana Balatková. Praha: Dybbuk, 2013. ISBN 978-80-7438-091-4.
- Vděčnost. [Gratitude.] Přeložila Dana Balatková. Praha: Dybbuk, 2016. ISBN 978-80-7438-139-3.[4]
- Život na cestě: autobiografie. [On the Move: A Life.] Přeložila Zuzana Hulvová. Praha: Dybbuk, 2016. ISBN 978-80-7438-159-1.
- Řeka vědomí. [The River of Consciousness.] Přeložila Dana Balatková. Praha: Dybbuk, 2018. ISBN 978-80-7438-187-4.
- Vše je na svém místě: první lásky a poslední příběhy. [Everything in Its Place: First Loves and Last Tales.] Přeložila Dana Balatková. Praha: Dybbuk, 2019. ISBN 978-80-7438-208-6.